# Tarqeq (måne)
Tarqeq  är en av Saturnus månar. Den upptäcktes 2007 av Scott S. Sheppard, David C. Jewitt, Jan Kleyna och Brian G. Marsden, och gavs den tillfälliga beteckningen S/2007 S 1. Den heter också Saturn LII. 
Tarqeq är 7 kilometer i diameter och har ett genomsnittligt avstånd på 17 920 000 kilometer från Saturnus. Den har en lutning av 49,90° till ekliptikan (49,77° Saturnus ekvator).